# 42e division de fusiliers motorisés de la Garde
« 24e division de fusiliers de la Garde », « 111e division de fusiliers (1re formation) » et « 18e brigade de fusiliers motorisés de la Garde » redirigent ici. Pour les articles homonymes, voir 42e division, 24e division, 111e division et 18e brigade.
La 42e division de fusiliers motorisés de la Garde (en russe : 42-я гвардейская мотострелковая дивизия, abrégé en 42 гв. мсд), de son nom complet la 42e division de fusiliers motorisés de la Garde Evpatoriskaïa de l'ordre du Drapeau rouge (42-я гвардейская мотострелковая Евпаторийская Краснознамённая дивизия) est une grande unité de l'Armée de terre russe (n° d'unité 27777).

## Historique

### Seconde Guerre mondiale
La division est formée sous le nom de 111e division de fusiliers (1re formation) à Vologda en juillet 1940, à partir de la 29e brigade du district militaire d'Arkhangelsk. Au déclenchement de l'invasion allemande, la division est en garnison à Vinnitsa et subordonnée au district militaire de Kiev. Après avoir combattu à l'est de Pskov, la division rejoint début la ligne de la ligne de la Louga (ru) en avant de Léningrad et combat avec le 41e corps de fusiliers (ru). Après une contre-attaque le 8 août, la division fait partie des unités encerclées par la percée allemande au nord de la Louga et subit de lourdes pertes.
Le 17 mars 1942, en récompense de son courage au combat, la 111e division devient une unité de la Garde et prend le nom de 24e division de fusiliers de la Garde. Elle participe ensuite à la libération du sud de l'Ukraine puis à l'offensive de Crimée. Elle reçoit le titre honorifique Evpatoriskaïa, citation « d'Eupatoria » en récompense après la libération de cette ville.

### Guerre froide
En 1945, la division s'installe à Briansk puis à Koursk, au sein du 13e corps de fusiliers. À l'été 1946, elle est réduite en taille et devient la 3e brigade de fusiliers de la Garde, qui rejoint en 1948-1949 Grozny dans le district militaire du Caucase du Nord,,. Le 23 juillet 1949, elle est de nouveau transformée en division, sous le nom de 24e division de fusiliers de montagne de la Garde du 12e corps de fusiliers de montagne,. À l'automne 1954, elle reprend le nom de 24e division de fusiliers de la Garde.
Elle devient la 42e division de fusiliers motorisés de la Garde le 10 juin 1957, subordonnée au 12e corps d'armée,. Le 18 octobre 1960, elle devient la 42e division d'entrainement de fusiliers motorisés de la Garde et devient directement subordonnée au district militaire du Caucase du Nord. Le 14 septembre 1987, la division est transformée en 173e centre d'entraînement de district.

### Nouvelle formation
Finalement dissoute en janvier 1992, la division est recréée en janvier 2000 au sein de la 58e armée du district militaire du Caucase du Nord des forces armées russes. Dans les années 2000, deux bataillons de volontaires tchétchènes, les bataillons Vostok et Zapad, dépendant des Spetsnaz de la direction générale du renseignement. Le 30 décembre 2008, la division est réduite et prend le nom de 18e brigade de fusiliers motorisés. Des éléments de la 18e brigade entrent en Crimée dès le 6 mars 2014. La brigade engage ensuite l'équivalent d'un bataillon dans la guerre du Donbass dès août 2014. En février 2015, la brigade participe à la bataille de Debaltseve.
À partir de 2016, la brigade engage des éléments dans l'intervention militaire russe en Syrie, dont des policiers militaires tchétchènes.

### Depuis 2016
Le 30 décembre 2016, la 18e brigade redonne naissance à la 42e division de fusiliers motorisés de la Garde : l'ancienne brigade elle-même forme le 71e régiment de fusiliers motorisés de la Garde. 
Des unités de la division sont déployées en Crimée en octobre 2021. La division participe à l'invasion russe de l'Ukraine en 2022 avec trois de ses régiments de fusiliers motorisés (70e, 71e et 291e). Le 70e régiment de fusiliers motorisés a notamment subi des pertes importantes lors de la campagne du Sud-Est de l'Ukraine.

## Composition

### Composition pendant la Seconde Guerre mondiale
La 111e division de fusiliers a la composition suivante :
- 399e régiment de fusiliers
- 468e régiment de fusiliers
- 532e régiment de fusiliers
- 286e régiment d'artillerie
- 561e régiment d'obusiers d'artillerie (jusqu'en octobre 1941)

Les unités de la division sont renumérotées comme unité de la Garde le 5 juin 1942, les régiments devenant les 70e, 71e et 72e régiments de fusiliers de la Garde et le 50e régiment d'artillerie de la Garde.

### Composition pendant la guerre froide
Après-guerre, la division garde son organisation avec trois régiments de fusiliers, 70e, 71e et 72e régiments, désignés régiments de fusiliers de la Garde jusqu'en 1946 et de 1954 à 1957, régiments de fusiliers de montagne de la Garde 1949 à 1954, régiments de fusiliers motorisés de la Garde de 1957 à 1960 puis régiments écoles de fusiliers motorisés de la Garde à partir de 1960.
La 3e brigade de fusiliers de la Garde, formée en 1946 à partir de la 24e division, est renforcée par le 220e bataillon de chars et d'automoteurs, ancien 906e groupe (divizion) d'artillerie automotrice. Quand la brigade redevient une division en 1949, ce bataillon devient le 392e régiment de chars et d'automoteurs (renommé 392e régiment de chars en 1957 puis 392e régiment école de chars en 1960). L'appui-feu est fourni par le 50e régiment d'artillerie de la Garde.
Toute la division est en garnison à Grozny, sauf le 392e régiment de chars et le 524e bataillon de réparation à Chali, rejoints en 1986 par le 539e bataillon de sapeurs du génie de la Garde.

### Composition depuis 2016
- 70e régiment de fusiliers motorisés de la Garde, à Chali ;
- 71e régiment de fusiliers motorisés de la Garde, à Kalinovskaïa (ru) ;
- 78e régiment de fusiliers motorisés, à Sernovodskoïe ;
- 291e régiment de fusiliers motorisés de la Garde, à Borzoï (en) ;
- 50e régiment d'artillerie automotrice de la Garde, à Chali ;
- 1203e régiment de missiles antiaériens[21] ;
- un bataillon de reconnaissance ;
- un bataillon du génie ;
- un bataillon de transmissions ;
- un bataillon de soutien logistique ;
- une compagnie de guerre électronique ;
- une compagnie de défense NBC.